# Pareto-optimal
En Pareto-optimal allokering eller Pareto-ligevægt er en økonomisk tilstand, hvor ingen kan opnå en bedre stilling uden at en anden samtidig opnår en ringere stilling. Synonymer for Pareto-optimal er efficient eller Pareto-efficient. Påstanden bag Pareto-ligevægten er i matematisk forstand et aksiom, som fastlægger teoremerene, hvoraf ligevægten bestemmes.
Hvis der er Pareto-uligevægt, kan mindst én aktør opnå en bedre stilling uden at det går ud over andre. I dette tilfælde kan man opnå en Pareto-forbedring ved at foretage den pågældende reallokering.
Begreberne er navngivet efter den italienske økonom Vilfredo Pareto. Amartya Sen har påvist, at den Pareto-optimale allokering tenderer mod status quo som optimal efficiens.

## Reference
1. ↑  Pareto-optimalitet på lex.dk

| Økonomi | Spire Denne artikel om økonomi er en spire som bør udbygges. Du er velkommen til at hjælpe Wikipedia ved at udvide den. |